# Nakayama, Yamagata
Nakayama (japanska: 中山町?, Nakayama-machi) är en landskommun (köping) i Yamagata prefektur i Japan. 